# Технолошки институт Џорџије
Технолошки институт Џорџије (енгл. Georgia Institute of Technology) је државни универзитет у Атланти. Основан је 1885. и има сателитске кампусе у Савани, Мецу, Шенџену и Сингапуру.